# Linha do Entroncamento a Rio Maior
A Linha do Entroncamento a Rio Maior foi um caminho de ferro de via estreita que esteve planeado mas nunca chegou a ser construído, que deveria ter unir a Estação de Entroncamento ao centro mineiro de Rio Maior, em Portugal.

## Descrição e história
Caso tivesse sido construída, a linha seria de via estreita, e teria cerca de 60 Km de extensão.
Em 1904, a linha foi proposta e analisada pela comissão responsável pela elaboração do plano da rede ferroviária complementar entre os rios Douro e Tejo, tendo sido aprovada pelas autoridades competentes, mas a sua classificação acabou por ser adiada, como sucedeu com outras vias férreas naquela área, não tendo sido adicionada ao plano da rede, publicado em 19 de Agosto de 1907. Foi proposta durante um período de grande expansão no couto mineiro do Lena, e serviria para ligar aquela mina à de Rio Maior, e facilitaria a exportação do minério e dos produtos associados para os mercados nacionais. Com efeito, a ligação ao Entroncamento iria não só unir as minas às Linhas do Norte e Leste, como a própria estação era um importante centro oficinal da Companhia dos Caminhos de Ferro Portugueses, sendo portanto um grande consumidor de carvão. Após a conclusão da linha férrea entre as minas do Lena e a estação de Martingança, na Linha do Oeste, a empresa exploradora pediu autorização para instalar o lanço até ao Entroncamento, passando por Alqueidão, Monsanto, Alcanena e Torres Novas, prevendo-se que seria de fácil construção, sem obras de arte de monta e em terreno fácil. Esperava-se construir depois o lanço de Alqueidão a Rio Maior, após a conclusão da linha transversal entre o Setil e as Caldas da Rainha.
Neste sentido, foram consultados tanto a comissão revisora do Plano da Rede Ferroviária como o Conselho Superior de Caminhos de Ferro, tendo este último defendido a classificação da linha de Rio Maior ao Entroncamento e do ramal até à Mendiga, além de outras vias férreas entre os corredores do Norte e do Oeste, ficando a linha do Lena como centro deste sistema. Porém, a utilização da via estreita na linha entre Rio Maior e o Entroncamento foi criticada, tendo sido feitas várias representações para pedir que fosse em via larga, mas que foram rejeitadas, pelo que a linha foi oficialmente classificada pelo Decreto n.º 14866, de 3 de Janeiro de 1928, como de bitola métrica.
O Decreto n.º 15069, de 25 de Fevereiro desse ano, autorizou a empresa exploradora das minas do Lena, a The Match and Tobacco Timber Supply Company, a construir a linha férrea, mas a empresa começou a sofrer de graves problemas financeiros, causados em grande parte pelas previsões erradas acerca dos jazigos de carvão na Bezerra. Foi depois substituída pela Empresa Mineira do Lena, que também sofreu de uma grande fragilidade do ponto de vista financeiro, apesar de ser em grande parte participada pelo estado português, impedindo a realização de grandes obras.
O Plano Geral da Rede Ferroviária, publicado pelo Decreto n.º 18:190, de 28 de Março de 1930, reorganizou os projectos que existiam para novas linha férreas em território nacional, tendo um dos novos projectos sido o da Linha do Entroncamento a Rio Maior, de via estreita, que deveria ligar o Entroncamento a Rio Maior, passando por Torres Novas, Alcanena e Alqueidão. Neste último local deveria encontrar-se com o também planeado Ramal da Mendiga, parte da rede ferroviária do Lena.